# جنگل‌زدایی در نیوزیلند

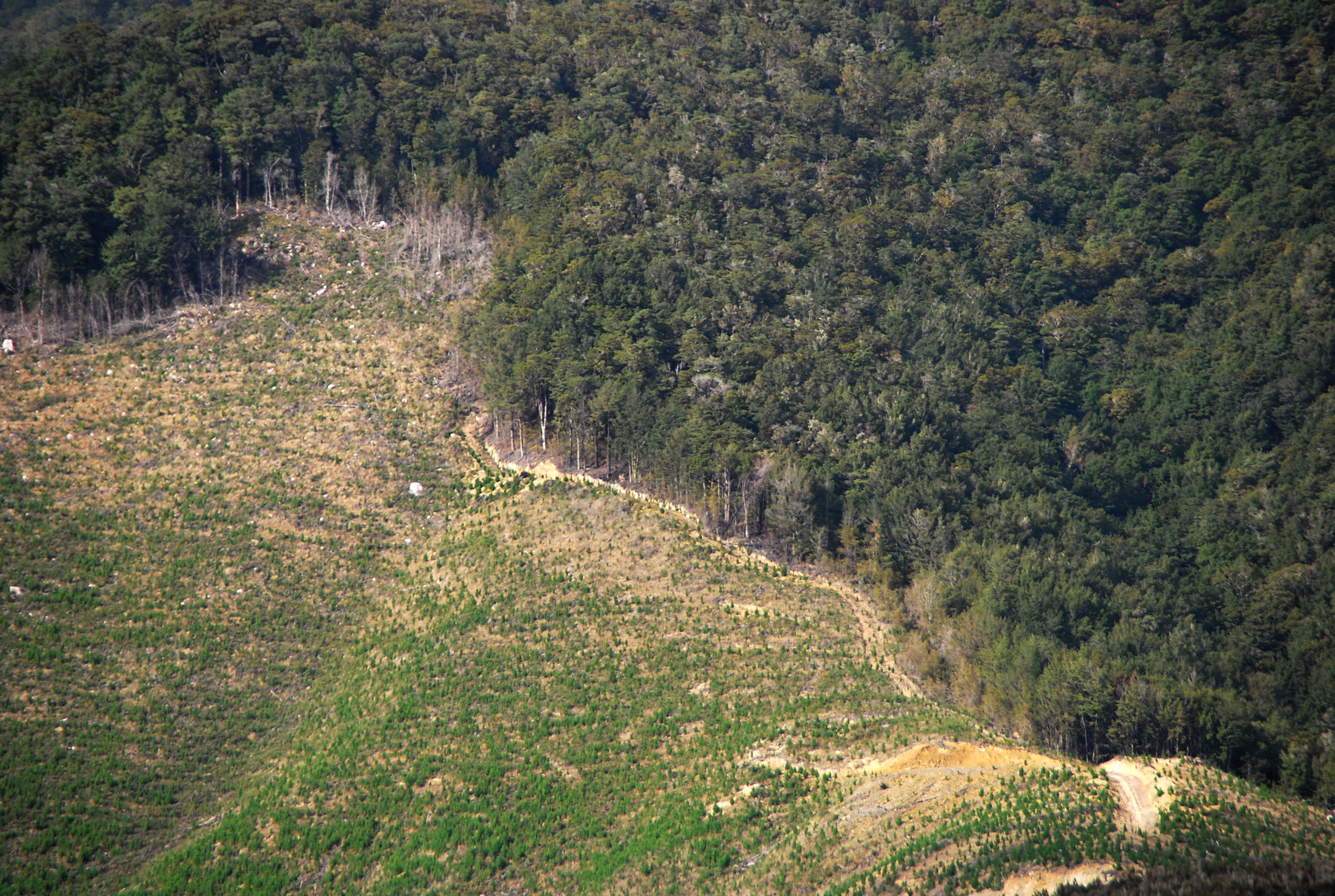
جنگل‌زدایی در تاسمان، جزیره جنوبی.

جنگل‌زدایی در نیوزیلند در گذشته یک مسئله زیست‌محیطی بحث‌برانگیز بوده است، اما جنگل‌های بومی (که به صورت عامیانه «بوته» نامیده می‌شوند) اکنون از حمایت قانونی برخوردارند و انسان‌ها اجازه دستکاری آنها را ندارند.

## پوشش جنگلی پیش از انسان
از آنجایی که نیوزیلند آخرین سرزمین بزرگی بود که انسان‌ها در آن ساکن شدند، مطالعهٔ تغییرات انسان‌شناسی در آن آسان‌تر از کشورهایی با تاریخ انسانی طولانی‌تر است. تصویری از پوشش گیاهی با استفاده از بقایای باستان‌شناسی و فسیلی، به ویژه دانه‌های گرده از جنگل‌های قدیمی، ساخته شده است. جنگل‌های دست‌نخورده در جزیره استوارت و جزیره اولوا یافت می‌شوند، اما در طول پلیستوسن این مناطق پوشیده از علف و بوته‌زار بوده‌اند. در طول آخرین دوره یخبندان، درختان پودوکارپ، پهن‌برگ و جنگل‌های راش در شمال نیوزیلند رشد کردند.

## شهرک مائوری
پیش از ورود مائوری‌ها، نیوزیلند تقریباً به‌طور کامل پوشیده از جنگل بود، به‌جز مناطق مرتفع آلپ و مناطقی که تحت تأثیر فعالیت‌های آتشفشانی قرار داشتند. مائوری‌ها حدود ۱۰۰۰ سال پیش شروع به سکونت در این کشور کردند و تا سال ۱۸۴۰، زمانی که اروپایی‌ها بخش کوچکی از کل جمعیت را تشکیل می‌دادند، پوشش جنگلی به‌طور قابل توجهی از ۸۵٪ به ۵۳٪ کاهش یافت.

## شهرک اروپایی

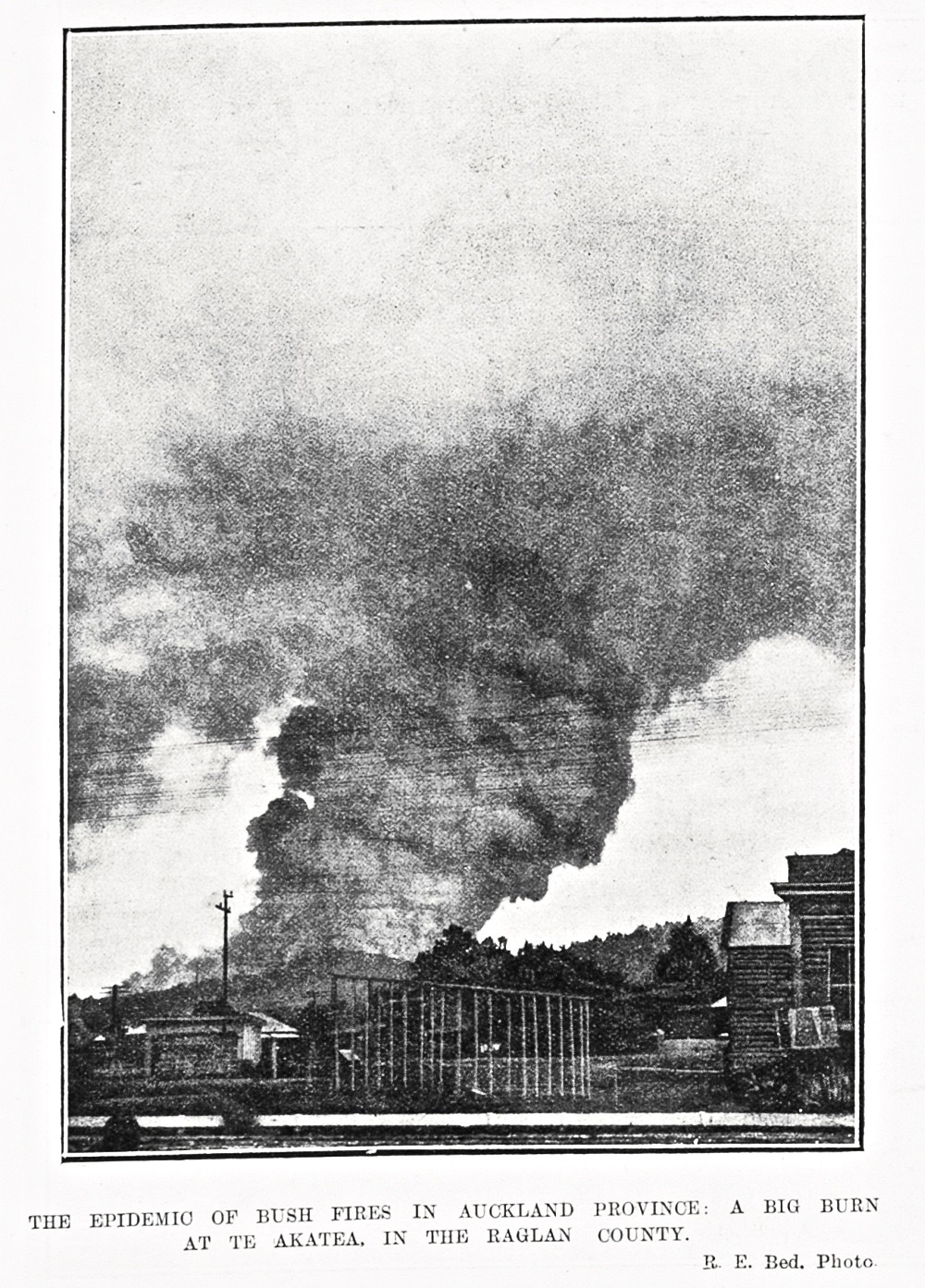
عکسی از روزنامه هفتگی اوکلند (۹ مارس ۱۹۱۱) دودی را نشان می‌دهد که در افق به هوا بلند شده است و زیر آن نوشته شده است: «اپیدمی آتش‌سوزی بوته‌زارها در استان اوکلند».

وقتی اولین اروپایی‌ها در سال ۱۷۶۹ از راه رسیدند، هنوز پوشش جنگلی انبوه و متراکمی وجود داشت. کاوشگران اولیه مانند کوک و بنکس این سرزمین را به عنوان «جنگل‌های عظیم، درختان بلند و بهترین الوار» توصیف کردند. تا قرن نوزدهم، چوب عمدتاً برای تعمیر کشتی‌های بادبانی مورد استفاده قرار می‌گرفت. با افزایش سریع جمعیت مستعمره نیو ساوت ولز، نیاز به چوب از نیوزیلند رو به افزایش گذاشت. صادرات چوب، عمدتاً چوب کائوری، به یک صنعت بزرگ برای نیوزیلند تبدیل شد. سوابقی از دهه ۱۸۴۰ وجود دارد که بیان می‌کند ۵۰ تا ۱۰۰ کشتی می‌توانستند در بندر کایپارا به ساحل بسته شوند و با الوارهایی از تیرهای شناور غول‌پیکر که می‌توانستند ۱۰۰۰۰ الوار را همزمان در خود جای دهند، پر شوند. علاوه بر این، به عنوان نوعی الوار، بسیاری از پیشگامان، درختان کائوری را به دلیل صمغی که از آنها برای ساخت لاک و مشمع کف اتاق تولید می‌کردند، عمدتاً در جزیره شمالی نزدیک اوکلند، ارزشمند یافتند. استعمارگران از روش‌های غیرمتعارف برای جمع‌آوری این صمغ از درختان زنده استفاده می‌کردند. قطع این درختان و زمین اطراف آنها منجر به تخریب زمین و غیرقابل استفاده شدن آن برای کشاورزی شد (وین، صفحه ۱۰۸). بدون درختانی که خاک و آوار را به زمین نگه دارند، آب آزادانه جریان یافت و باعث سیل مکرر و منظم شد. از آنجایی که بیشتر نیوزیلند پوشیده از بوته‌های انبوه بود، اغلب از تکنیک بریدن و سوزاندن برای آماده‌سازی زمین‌های مورد نیاز برای کشاورزی در مناطق جنگلی استفاده می‌شد. این عمل به دلیل پیچیدگی کنترل آتش‌سوزی، چندان مسئولانه انجام نشد و ناخواسته منجر به آتش‌سوزی مناطق وسیعی از زمین شد. هزاران هکتار زمین به‌طور تصادفی سوخته و نابود شدند.
پس از امضای پیمان وایتانگی در سال ۱۸۴۰، مهاجران گسترش سریعی را آغاز کردند. جنگل‌زدایی برای بسیاری از کاربردها، از جمله پاکسازی زمین برای کشاورزی و باغ‌ها و چوب برای ساخت و ساز، ادامه یافت. حدود ۵۰٬۰۰۰ جریب فرنگی (۲۰۰ کیلومتر مربع) از زمین نیز به دلیل آتش‌سوزی‌های جنگلی ناشی از فعالیت‌های انسانی تنها در عرض چند روز از بین رفت. به مهاجران اغلب زمین‌هایی مانند هوم‌استیدز اعطا می‌شد، با این شرط که اگر به اندازه کافی بوته‌زارها را پاکسازی نکنند، آن را از دست بدهند.
افزایش نرخ جنگل‌زدایی می‌تواند با افزایش ناگهانی استفاده از کارخانه‌های چوب‌بری مرتبط باشد. در سال ۱۸۴۳ تنها شش کارخانه چوب‌بری، در سال ۱۸۴۷ دوازده، در سال ۱۸۵۵ پانزده و در سال ۱۸۶۸ نود و سه کارخانه وجود داشت، که رشدی بیش از پانزده برابر در بیست و پنج سال را نشان می‌دهد. بسیاری از شهرک‌های اره‌کشی به نوبه خود با تبدیل شدن به ایستگاه‌های راه‌آهن پشتیبانی شدند و منجر به افزایش فضای سبز و دسترسی به مشاغل گردیدند. با گذشت زمان، آسیاب‌ها نیز پربارتر شدند. این عوامل به ایجاد نرخ تصاعدی جنگل‌زدایی در سراسر کشور کمک کردند.
اگرچه در سال ۱۸۸۵، وزارت جنگلداری ایالت، جنگل‌ها را برای حفاظت از منابع چوب کنار گذاشت، اما به مدت ۱۰۰ سال به کشاورزان نیوزیلندی مشوق‌هایی پرداخت می‌شد یا یارانه‌هایی برای پاکسازی زمین از درختان یا «بهبود» زمین برای کشاورزی ارائه می‌شد. نیمی از نیوزیلند اکنون به زمین‌های کشاورزی تبدیل شده است، برای مثال، بیشتر پهنه‌های رودخانه‌ای ساحل غربی اکنون به مراتع تبدیل شده‌اند. از بین بردن جنگل‌ها به انقراض گونه‌های بومی کمک کرد. با از بین بردن جنگل‌های بومی نیوزیلند، انسان‌ها چشم‌اندازی با شرایط آب و هوایی ایجاد کردند که به ملخ شاخ کوتاه Phaulacridium marginale اجازه می‌دهد تا دامنه خود را در سراسر کشور گسترش دهد.

## تاریخ اخیر
تا دهه ۱۹۷۰، جنبش محیط زیست اقدام مستقیمی را برای حفاظت از جنگل‌های نیوزیلند آغاز کرد. کمپین‌های اقدام مستقیم قابل توجه در جنگل پورورا با استیون کینگ و ساحل غربی با شورای اقدام جنگل‌های بومی و اقدام جنگل‌های بومی بودند. تمام قطع درختان جنگل‌های بومی در زمین‌های عمومی در سال ۲۰۰۲ پایان یافت، زمانی که دولت به رهبری حزب کارگر به وعده انتخاباتی خود مبنی بر توقف قطع درختان عمل کرد.
در سال ۲۰۰۵، جنگلداری بیش از ۸۰٬۰۰۰ کیلومتر مربع (۳۱٬۰۰۰ مایل مربع) پوشش داد یا ۲۹٪ از کشور، متشکل از ۶۳٬۰۰۰ کیلومتر مربع (۲۴٬۰۰۰ مایل مربع) از جنگل‌های بومی و ۱۷٬۰۰۰ کیلومتر مربع (۶٬۶۰۰ مایل مربع) از جنگل‌های کاشته شده. تخمین اداره آمار نیوزیلند شامل مناطقی با بیش از ۰٫۵ هکتار (۱٫۲ جریب فرنگی) بود. با حداقل ۱۰٪ پوشش تاجی و حداقل ارتفاع بالقوه ۵ متر (۱۶ فوت) در زمان سررسید.